# Mégalopole européenne

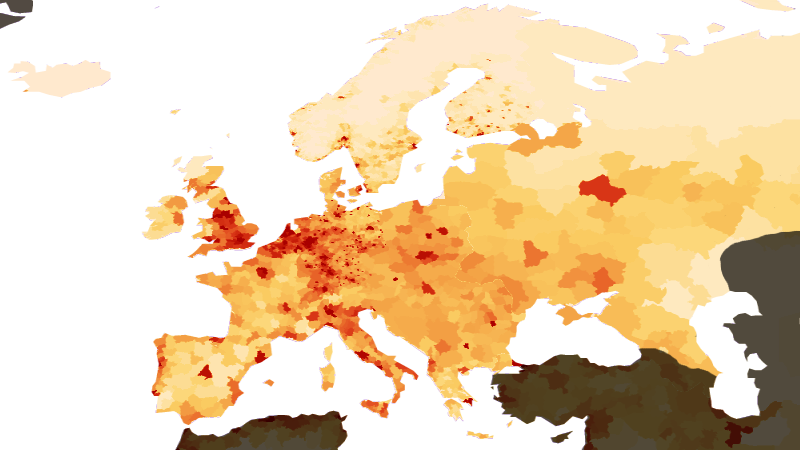
Densité de population en Europe.

Le concept de mégalopole européenne, aussi appelée dorsale européenne ou banane bleue, est développé par le géographe français Roger Brunet pour désigner un espace densément peuplé et fortement urbanisé qui s'étend approximativement de Londres à Milan, centré sur l'Europe rhénane et connecté aux échanges mondiaux par le range nord-européen. À l'intérieur de cet espace, la production de richesse et les flux sont les plus importants en Europe.
D'une certaine manière, il peut être considéré comme le centre économique de l'Europe. Toutefois d'autres notions permettent de décrire le cœur économique européen, comme celui de pentagone des villes européennes (Londres-Paris-Milan-Munich-Hambourg), qui rassemble toutes les métropoles européennes reliées les unes aux autres par TGV dans un délai d'environ 3 heures. De nombreux géographes et spécialistes de l'aménagement du territoire remettent en cause ce concept de mégalopole européenne et préfèrent aujourd'hui insister sur la notion de polycentrisme européen, mais concèdent qu'un certain phénomène de conurbation est observé de la mer du Nord à la vallée rhénane.
Parmi les villes les plus importantes dans cette région se trouvent Paris, Londres, Lille, Amsterdam, Bruxelles, Cologne, Francfort, Strasbourg, Bâle, Zurich et Milan.

## Naissance de la notion
En 1973, Roger Brunet publie un article intitulé « Structures et dynamiques du territoire français » dans lequel il insiste sur l'existence d'un axe économique et démographique majeur s'étendant de Londres à Milan. Les régions concernées étaient alors le bassin londonien, le Benelux, la frange nord-est de la France (Nord-Pas-de-Calais,
Lorraine et Alsace), la vallée rhénane, la moitié ouest de la Bavière, la Suisse et l'ouest du bassin du Pô dans le Nord de l'Italie. En 1989, Brunet et le GIP Reclus réalisent pour la DATAR une nouvelle étude, plus poussée et beaucoup plus médiatisée, sur le même sujet. Les conclusions mettaient en évidence un couloir urbain de forme courbe s'étendant du nord vers le sud-est, de Londres à Milan. Il est considéré comme le centre majeur du développement spatial européen selon cette étude (selon le modèle Centre / Périphérie utilisé en géographie et en économie).

## Périmètre et puissance de la mégalopole
La mégalopole ou dorsale européenne correspond à un espace aux fortes densités spatiales s'étalant entre Londres et Milan, parfois élargi de Manchester à Rome, soit environ 70 millions d'habitants sur 1 500 à 1 700 km de long.
Cet ensemble est considéré comme le cœur de l'Europe car il rassemble les villes et les espaces les plus dynamiques en termes de poids politique, économique et culturel. On retrouve donc Londres, une ville globale avec un PUB de 208,9 Md$ (supérieur au PIB de l'Afrique du Sud) ; le Benelux, avec deux villes regroupant les institutions majeures de l'Union européenne (Bruxelles, Luxembourg), le Randstad Holland et l'un des plus grands ports du monde (Rotterdam) et le deuxième port d'Europe (Anvers) ; l'Europe rhénane ; la métropole financière de Zurich et la métropole pharmaceutique de Bâle ; l'Italie du Nord et plus particulièrement la plaine du Pô avec les villes industrielles de Milan et de Turin.
Du point de vue géographique, il existe deux discontinuités majeures avec la Manche et les Alpes, mais ces dernières ont été dépassées par la construction d'infrastructures routières et ferroviaires comme le Tunnel sous la Manche et les tunnels alpins.

## Banane bleue

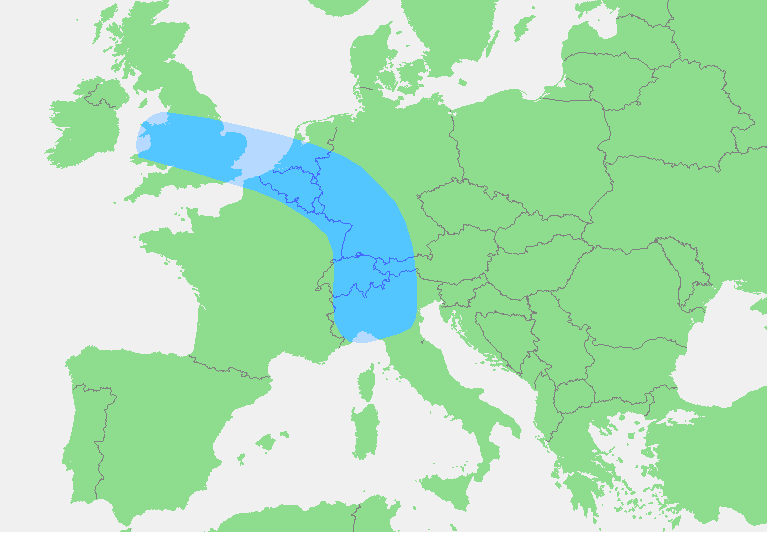
La « banane bleue ».

L'idée de mégalopole européenne a été popularisée avec l'image de la « Banane bleue ». D'après Roger Brunet, le nom « banane bleue » est une addition médiatique : la forme de banane a été évoquée par Jacques Chérèque, ministre délégué de l'Aménagement du territoire dans les années 1980, présentant des travaux lors d'une conférence de presse ; la couleur est celle que lui a donnée trois jours après le dessinateur du Nouvel Observateur, dans un article de Josette Alia qui servit de baptême à la « banane bleue ».
La Lorraine a été ajoutée à ce centre européen par souci politique de la faire appartenir à cet ensemble majeur. En effet, le ministre Jacques Chérèque, très attaché à la région Lorraine, a œuvré pour que cette région industrielle française intègre ce centre.
La simplicité de cette représentation en a fait l'efficacité et très vite, les aménageurs, les médias et les hommes politiques se la sont appropriée. Comme souvent dans cette situation, le sens du terme, devenu à la mode, évolue, et son périmètre également. Devenue argument de développement positif[Quand ?], la banane bleue fut alors décrite comme le périmètre de l'ensemble où se développeraient les organisations sociales et économiques structurantes dans lequel les investisseurs privés auraient intérêt à s'implanter.
Par un effet de dominos, les collectivités situées à la périphérie de cette banane cherchèrent à l'intégrer. Et c'est ainsi que des représentations[réf. nécessaire] de cette banane bleue gagnèrent en épaisseur et inclurent le bassin parisien. Les régions plus lointaines chargèrent les responsables du développement de dessiner de futurs couloirs de développement spatial, avec pour objectif implicite de se rapprocher du cœur de l'Europe.
C'est ainsi qu'apparurent les bananes scandinaves, l’arc méditerranéen ou encore l’arc alpin ou sillon alpin.
Cette représentation a notamment été critiquée par Yves Lacoste.

## Remises en cause, relativisation et nouvelles approches

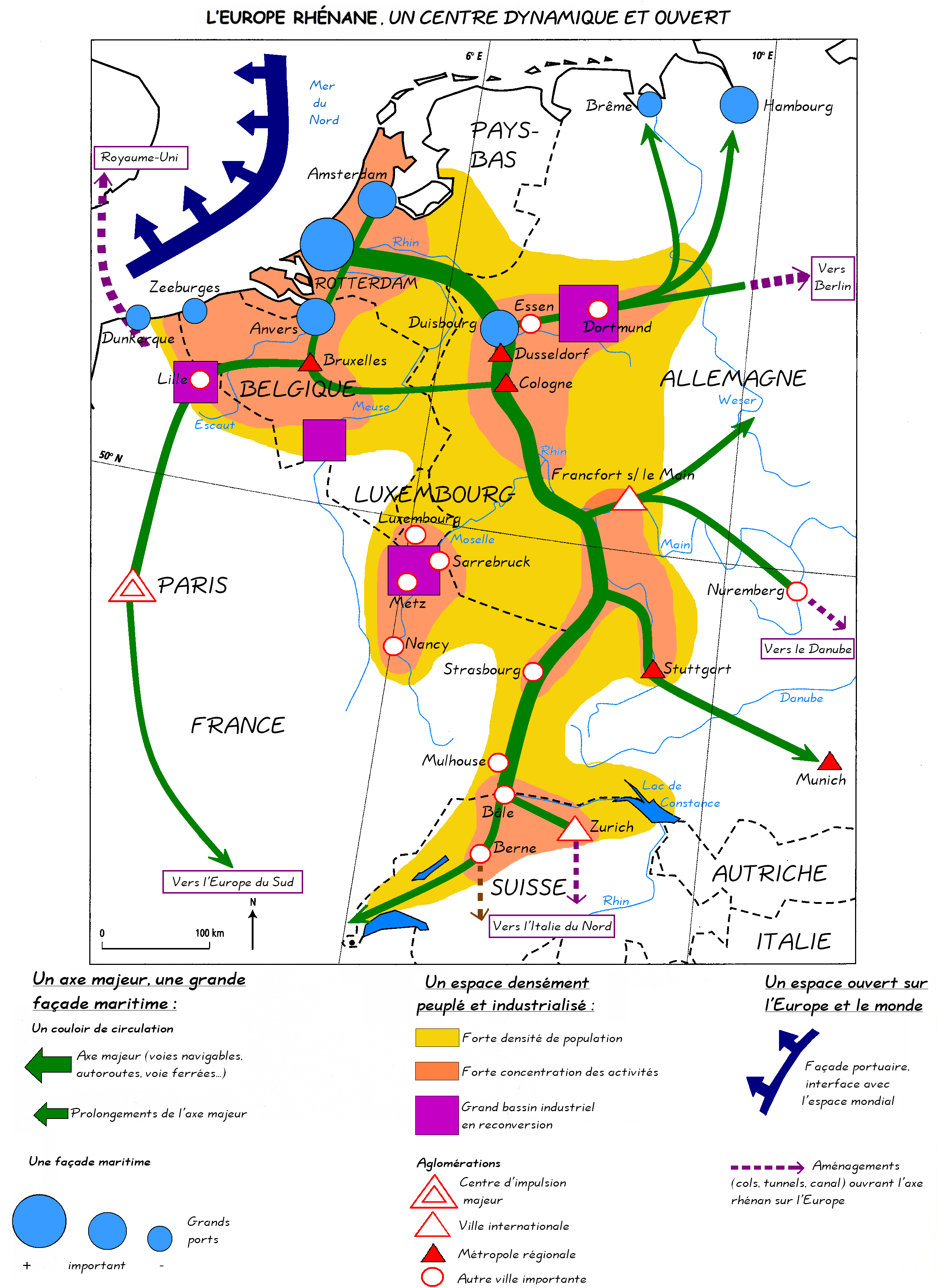
Carte de l'Europe rhénane, un centre dynamique et ouvert.

Des géographes comme Yves Lacoste et Robert Marconis ont souligné les lacunes de la notion de mégalopole européenne, ou ont voulu montrer qu'elle avait perdu de sa pertinence avec le temps. Ceux-ci ont souligné le fait que la notion de mégalopole européenne a été élaborée dans le contexte d'une Europe coupée en deux du fait de la Guerre froide[réf. nécessaire]. De ce fait, elle n'a pas pris en compte des secteurs pourtant tout aussi structurants sur le continent, tels que l'agglomération berlinoise, la Baltique et Varsovie, ou encore le couloir du Danube. À cela s'ajoute l'importance du bassin parisien et de l'Arc méditerranéen. Par ailleurs, un tiers de la banane bleue couvre des zones désertes (mer du Nord, Alpes) ou durement touchées par des difficultés de reconversion industrielle (Wallonie, Lorraine, Sarre, Ruhr).
En 1998, Roger Brunet propose de distinguer un nouvel espace regroupant les principales villes de la moitié nord de la mégalopole : Londres, du Randstad Holland, Bruxelles, Rhin-Ruhr, Francfort, Stuttgart, Zurich, Bâle, Paris. Il appelle cet ensemble le Ring. Ce mot signifie « anneau » en allemand, il rappelle donc l'anneau du [Niebelung], l’or du Rhin, fleuve qui se trouve au cœur de ce système. Au sens anglais, en plus de signifier "anneau" le mot évoque aussi le terrain sur lequel s'affrontent les champions. Les capitales européennes Bruxelles et Strasbourg sont sensiblement deux foyers de l’ellipse du Ring et Luxembourg se trouve en son centre. Ces villes entretiennent des échanges actifs et sont souvent reliées par des lignes ferroviaires à grande vitesse.
Dans le domaine de l'Aménagement du territoire en Europe, émerge fortement la notion de polycentrisme qui se pose en réaction à la centralité jugée excessive du territoire européen. Cette centralité est décrite et dénoncée dans le Schéma de développement de l'espace communautaire au travers de la figure du pentagone que forment les villes de Londres-Paris-Milan-Munich-Hambourg entourant le centre représenté par le Randstad et la zone métropolitaine de Bruxelles. Dans les représentations politiques actuelles de l'aménagement du territoire européen, la banane bleue n'est pas mobilisée pour décrire l'organisation territoriale, et Paris est résolument considérée comme faisant partie du centre.

## Ring
En 1998, Roger Brunet propose de distinguer un nouvel espace regroupant les principales villes de la moitié Nord de la mégalopole : Londres, du Randstad hollandais, Düsseldorf, Cologne, Francfort, Stuttgart, Zurich, Bâle, Paris. Il appelle cet ensemble le Ring,.
La configuration externe du Ring est caractérisée par la présence en son sein de l'Espagne, du Portugal, des pays d'Europe de l'Est ainsi que des pays scandinaves. Par opposition, le cœur du Ring, prenant la forme d'une ellipse, possède deux foyers : Bruxelles et Strasbourg qui sont les sièges des institutions.

## Sources

## Compléments